# Batalha de Aljubarrota
A Batalha de Aljubarrota decorreu no final da tarde de 14 de agosto de 1385  entre tropas portuguesas com aliados ingleses, comandadas por D. João I de Portugal e o seu condestável D. Nuno Álvares Pereira, e o exército castelhano e seus aliados liderados por João I de Castela.
A batalha deu-se no campo de São Jorge, na localidade de S. Jorge, pertencente à freguesia de Calvaria de Cima, concelho de Porto de Mós, nas imediações da vila de Aljubarrota, entre o referido concelho e Alcobaça.
Inicialmente foi chamada batalha real pois os exércitos eram comandados pelos respetivos reis. Esta designação caiu em desuso e passou a usar-se o nome do local.
O resultado foi uma derrota definitiva dos castelhanos, o fim da crise de 1383-1385 e a consolidação de D. João I, anteriormente o mestre de Avis, no início da rebelião, como rei de Portugal, o primeiro da Dinastia de Avis. A aliança Luso-Britânica saiu reforçada desta batalha e seria selada um ano depois, com a assinatura do Tratado de Windsor e o casamento do rei D. João I com D. Filipa de Lencastre. Como agradecimento pela vitória na Batalha de Aljubarrota, D. João I mandou edificar o Mosteiro da Batalha. A paz com Castela só viria a estabelecer-se em 1411 com o Tratado de Ayllón, ratificado em 1423.
A Batalha de Aljubarrota foi uma das raras grandes batalhas campais da Idade Média entre dois exércitos régios e um dos acontecimentos mais decisivos da história de Portugal. Inovou a tática militar, permitindo que homens de armas apeados fossem capazes de vencer uma poderosa cavalaria. No campo diplomático, permitiu a aliança entre Portugal e a Inglaterra, que perdura até hoje. No aspecto político, resolveu a disputa que dividia o Reino de Portugal do Reino de Leão e Castela, abrindo caminho sob a Dinastia de Avis para uma das épocas mais marcantes da história de Portugal, a era dos Descobrimentos.
Diretamente associada à vitória dos portugueses nesta batalha, celebrizou-se a figura lendária da heroína Brites de Almeida, mais conhecida como "a Padeira de Aljubarrota", que com a sua pá terá matado sete castelhanos que encontrara escondidos no seu forno.

## Antecedentes
No fim do século XIV, a Europa encontrava-se a braços com uma época de crise e revolução. A Guerra dos Cem Anos devastava a França, que fora severamente punida pelo tratado de Brétigny-Calais (1360), na sequencia do qual teriam perdido cerca de um terço do seu território. Epidemias de peste negra levavam vidas em todo o continente, a instabilidade política dominava e Portugal não era exceção. A França era apoiada pela Escócia, Boémia e Papado de Avinhão (na Provença). Inglaterra foi apoiada por Flandres, Portugal e nações alemãs. Sob o rei Carlos V e o seu condestável Bertrand du Guesclin, a França recorreu a uma guerra de emboscadas e incursões nas possessões inglesas, e externalizou o conflito nomeadamente para a Península Ibérica.
Em 1383, o rei D. Fernando morreu sem um filho varão que herdasse a coroa. A sua única filha legítima era a infanta D. Beatriz, casada com o rei João I de Castela. A burguesia mostrava-se insatisfeita com a regência da rainha D. Leonor Teles e do seu favorito, o conde Andeiro e com a ordem da sucessão, uma vez que isso significaria anexação de Portugal por Castela. As pessoas alvoroçaram-se em Lisboa, o conde Andeiro foi morto e o povo pediu ao mestre de Avis, D. João, filho natural de D. Pedro I de Portugal, que ficasse por regedor e defensor do Reino.
O período de interregno que se seguiu ficou conhecido como crise de 1383-1385. Finalmente a 6 de Abril de 1385, D. João, mestre da Ordem de Avis, é aclamado rei pelas cortes reunidas em Coimbra, mas o rei de Castela não desistiu do direito à coroa de Portugal, que entendia advir-lhe do casamento.
Perante a revolta da população portuguesa em vários pontos e cidades do Reino de Portugal, o rei de Castela, decide em 1384 entrar em Portugal. Entre fevereiro e outubro desse ano, monta um cerco a Lisboa, por terra e por mar.
Uma frota portuguesa vinda do Porto enfrenta, a 18 de julho de 1384, à entrada de Lisboa, a frota castelhana, na batalha do Tejo. Os portugueses perdem três naus e sofrem vários prisioneiros e mortos; no entanto, a frota portuguesa consegue romper a frota castelhana, que era muito superior, e descarregar no porto de Lisboa os alimentos que trazia. Esta ajuda alimentar veio-se a revelar muito importante para a população que defendia Lisboa.
O cerco de Lisboa pelas tropas castelhanas acaba por não resultar, devido à determinação das forças portuguesas em resistir ao cerco, ao facto de Lisboa estar bem murada e defendida, à ajuda dos alimentos trazidos do Porto e devido à epidemia de peste negra que assolou as forças castelhanas acampadas no exterior das muralhas.
Em junho de 1385, João I de Castela decide invadir novamente Portugal, desta vez à frente da totalidade do seu exército e auxiliado por um forte contingente de cavalaria francesa e apoiado por muitos nobres portugueses.
De facto, a maioria das grandes famílias portuguesas estavam divididas entre os dois campos. Exemplo disso, Nuno Álvares Pereira que perdeu na batalha dois meios-irmãos (Pedro e Diogo) que combatiam do lado de D. Beatriz. Por isso, a vitória em Aljubarrota deixou a muitos deles um gosto amargo.

## Preparação
Quando as notícias da invasão chegaram, é reunido o conselho militar em Abrantes para decidir o que fazer. Muitos consideravam que o exército invasor era muito forte e sugeriram uma marcha de diversão até Sevilha para atrair o exército invasor, até chegarem os reforços ingleses. O condestável opõe-se e defende dar batalha para travar o passo ao inimigo, pois Lisboa estava com fraca resistência; o rei parecia ser da mesma opinião, mas não decidiu de imediato. Parte então D. Nuno com a sua hoste para Tomar. O rei enviou mensagem a pedir-lhe para regressar a Abrantes, mas D. Nuno recusa e continua a marcha para Tomar, onde esperaria o rei. Reúnem-se então e deslocam-se para Porto de Mós.
A vanguarda é comandada pelo condestável e a retaguarda pelo rei.

## Disposição da hoste portuguesa

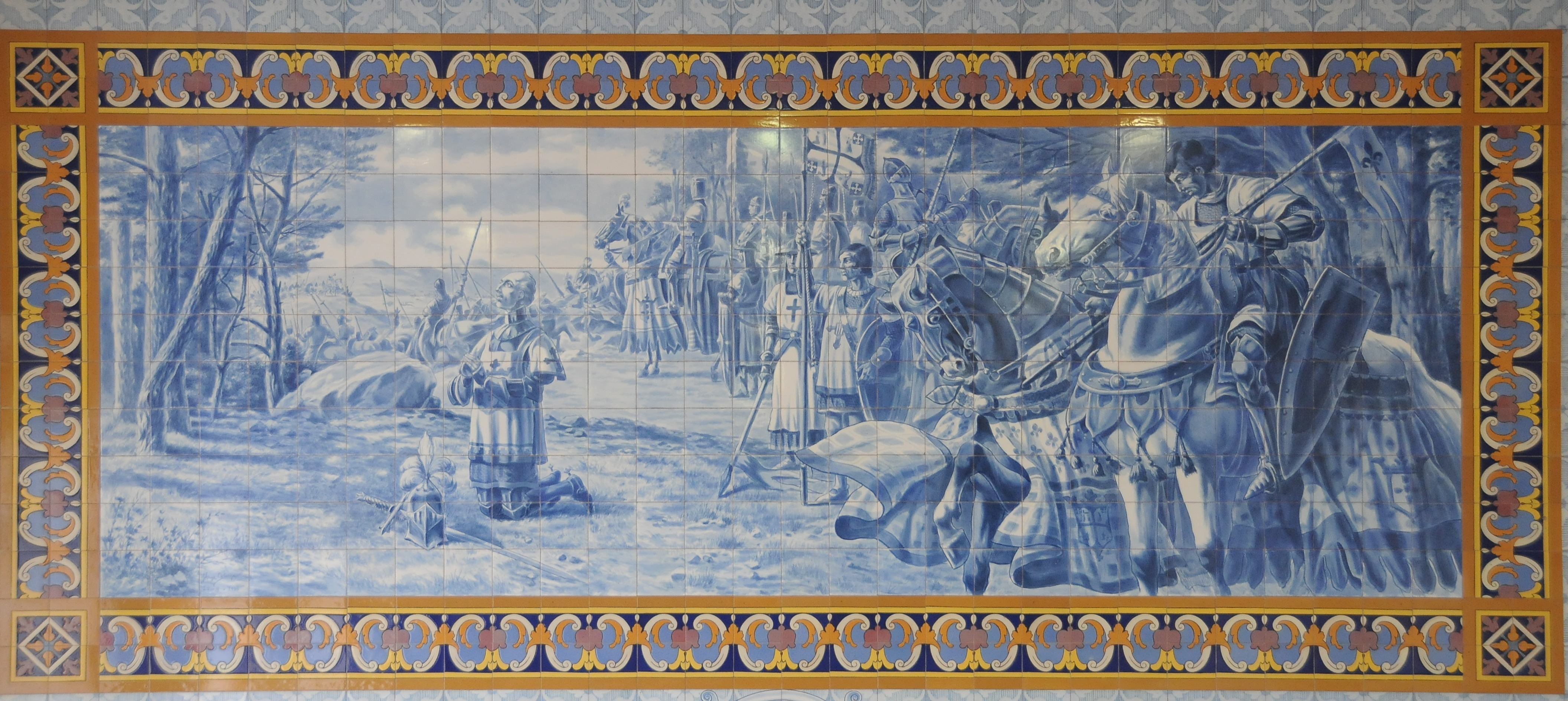
Nuno Álvares Pereira a rezar antes da batalha, em azulejos de Jorge Colaço no Centro Cultural Rodrigues de Faria.

Com os aliados ingleses, cerca de 600 vindos no dia da Páscoa, sendo sua maioria veteranos da Guerra dos Cem Anos, o exército português interceptou os invasores perto de Leiria. Dada a lentidão com que os castelhanos avançavam, Nuno Álvares teve tempo para escolher o terreno favorável para a batalha. A opção recaiu sobre uma pequena colina de topo plano rodeada por ribeiros, perto de Aljubarrota. Contudo o exército português não se apresentou ao castelhano nesse sítio, inicialmente formou as suas linhas noutra vertente da colina, tendo depois, já em presença das hostes castelhanas mudado para o sítio predefinido, isto provocou bastante confusão nas tropas de Castela.
Assim, pelas dez horas da manhã do dia 14 de agosto, o exército tomou a sua posição na vertente norte desta colina, de frente para a estrada por onde os castelhanos eram esperados. A disposição portuguesa era a seguinte: infantaria no centro da linha, uma vanguarda de besteiros com 200 archeiros ingleses, 2 alas nos flancos, com mais besteiros, cavalaria e infantaria. Na retaguarda, aguardavam os reforços e a cavalaria comandados por D. João I de Portugal em pessoa. Desta posição altamente defensiva, os portugueses observaram a chegada do exército castelhano protegidos pela vertente da colina. A carriagem era comandado por Diogo Lopes Pacheco. Na posição inicial a ala esquerda é a Ala dos Namorados, por ser formada por jovens. A outra ala é chamada de Madressilva.
Os portugueses estavam posicionados na direção sul-norte e os castelhanos de início, norte-sul.

## A chegada dos castelhanos
A vanguarda do exército de Castela chegou ao teatro da batalha pela hora do almoço, sob o sol escaldante de agosto. Ao ver a posição defensiva ocupada por aquilo que considerava os rebeldes, o rei de Castela tomou a esperada decisão de evitar o combate nestes termos. Lentamente, devido aos 30 000 soldados que constituíam o seu efetivo, o exército castelhano começou a contornar a colina pela estrada a nascente. A vertente sul da colina tinha um desnível mais suave e era por aí que, como D. Nuno Álvares previra, pretendiam atacar.

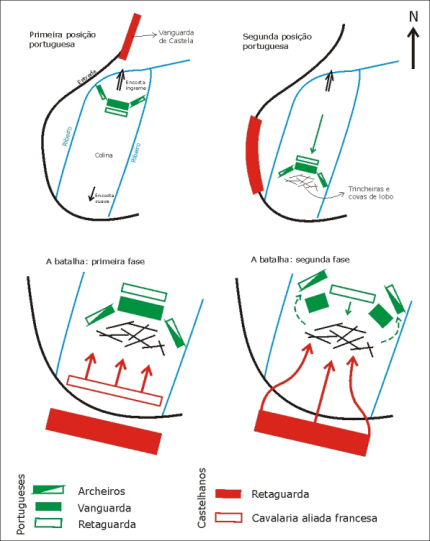
Esquema ilustrando a Batalha de Aljubarrota.

O exército português inverteu então a sua disposição e dirigiu-se à vertente sul da colina, onde o terreno tinha sido preparado previamente. Uma vez que era muito menos numeroso e tinha um percurso mais pequeno pela frente, o contingente português atingiu a sua posição final muito antes do exército castelhano se ter posicionado.
O condestável Nuno Álvares Pereira havia ordenado a construção de um conjunto de paliçadas e outras defesas em frente à linha de infantaria, protegendo esta e os arqueiros. Este tipo de tática defensiva, muito típica das legiões romanas, ressurgia na Europa nessa altura. Estas defesas incluíam covas de lobo e fossos que foram ocultadas com ramos.
Na posição final os portugueses ficam na direção norte-sul e os castelhanos sul-norte, tendo Lisboa nas costas. As alas portuguesas mudam a sua posição relativa, sem precisarem de trocar de lugar, mudando apenas o sentido para onde estavam voltadas.
Como era véspera de dia santo, o combate não podia dar-se no dia seguinte. Do lado castelhano havia quem não quisesse dar batalha, mas haviam outros que queriam acabar com a resistência portuguesa nesse dia.
O rei de Castela envia emissários ao condestável: Diogo Álvares Pereira, irmão de D. Nuno, Pedro López de Ayala e Diogo Fernandes, marechal de Castela. Estes quiseram convencer o condestável a rejeitar o seu rei e juntar-se a eles. O condestável recusou e ameaçou mandar dissipar.
Pelas seis da tarde, os castelhanos ainda não completamente instalados decidem, precipitadamente, ou temendo ter de combater de noite, começar o ataque.

## A batalha

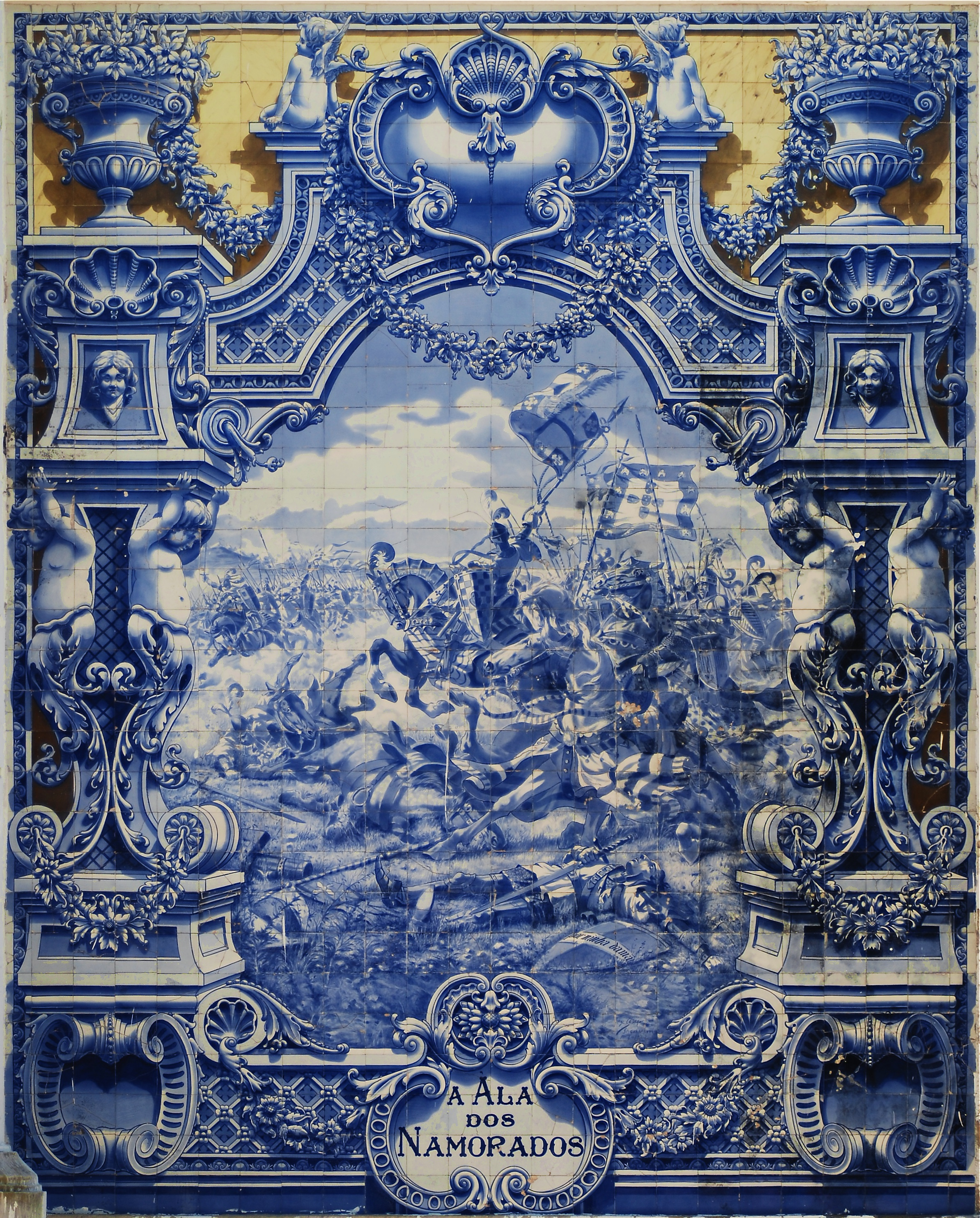
Painel de azulejos pintado por Jorge Colaço (1922) representando um episódio da batalha de Aljubarrota. No Pavilhão Carlos Lopes, Lisboa, Portugal.

O ataque começou com uma carga da cavalaria francesa: a toda a brida e em força, de forma a romper a linha de infantaria adversária. Contudo as linhas defensivas portuguesas repeliram o ataque. A pequena largura do campo de batalha, que dificultava a manobra da cavalaria, as paliçadas (feitas com troncos erguidos na vertical separados entre si apenas pela distância necessária à passagem de um homem, o que não permitia a passagem de cavalos) e a chuva de virotes lançada pelos besteiros (auxiliados por 2 centenas de arqueiros ingleses comandados por Sir Leon Baade) fizeram com que, muito antes de entrar em contacto com a infantaria portuguesa, a cavalaria ficasse desorganizada e confusa. Ao final, as baixas da cavalaria foram pesadas e o efeito do ataque nulo.
Ainda não perfilada no terreno, a retaguarda castelhana demorou a prestar auxílio e, em consequência, os cavaleiros que não morreram foram feitos prisioneiros pelos portugueses.

Depois deste revés, a restante e mais substancial parte do exército castelhano atacou. A sua linha era bastante extensa pelo elevado número de soldados. Ao avançar em direção aos portugueses, os castelhanos foram forçados a apertar-se (o que desorganizou as suas fileiras) de modo a caber no espaço situado entre os ribeiros. Enquanto os castelhanos se desorganizavam, os portugueses redispuseram as suas forças, dividindo a vanguarda de D. Nuno Álvares em dois setores, de modo a enfrentar a nova ameaça. Vendo que o pior ainda estava para chegar, D. João I de Portugal ordenou a retirada dos besteiros e archeiros ingleses e o avanço da retaguarda através do espaço aberto na linha da frente. Antes de avançar, D. João I ordena a execução dos cavaleiros franceses aprisionados, como forma de evitar um possível contra-ataque pela retaguarda.

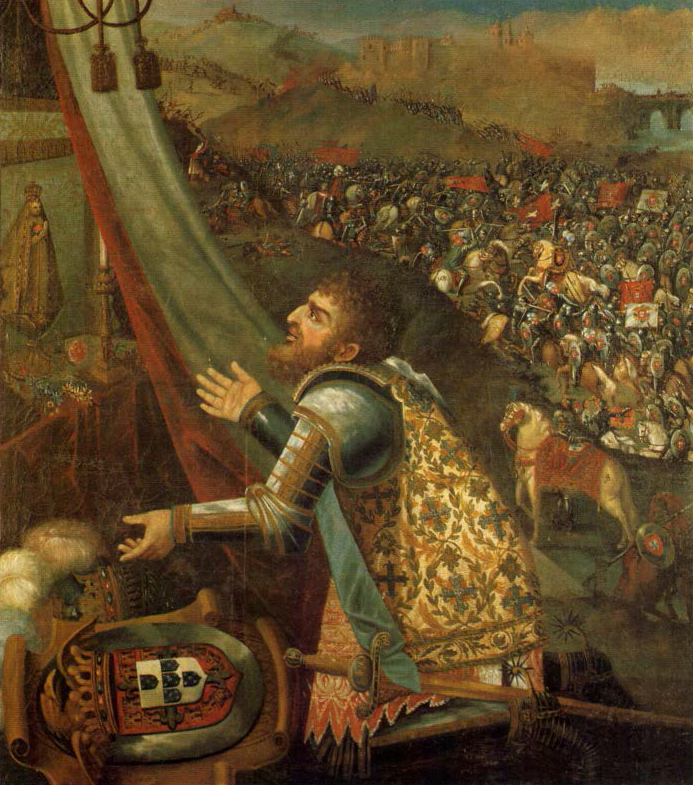
Voto de D. João I a Nossa Senhora da Oliveira na Batalha de Aljubarrota.

Desorganizados, sem espaço de manobra e finalmente esmagados entre os flancos portugueses e a retaguarda avançada, os castelhanos pouco puderam fazer senão morrer. Ao pôr do sol, a batalha estava já perdida para Castela. Precipitadamente, João de Castela ordenou a retirada geral sem organizar a cobertura. Os castelhanos debandaram então desordenadamente do campo de batalha. A cavalaria portuguesa lançou-se em perseguição dos fugitivos, dizimando-os sem piedade. 
Apesar da grande vitória na frente, a carriagem portuguesa comandada por Diogo Lopes Pacheco foi atacada pelos castelhanos. O condestável manda suspender a perseguição e organiza o contra-ataque, repelindo a ofensiva inimiga.
O próprio rei de Castela, debilitado e tendo estado presente na batalha numa liteira, foi transportado apressadamente a cavalo até Santarém, como forma de fuga aos portugueses que estavam em perseguição dos castelhanos. Nesse momento, e na tentativa de captura do monarca castelhano, um dos cavaleiros do condestável é morto, por usar o símbolo de S. Jorge, tendo sido posteriormente sepultado em Alcobaça.
Alguns fugitivos procuraram esconder-se nas redondezas, apenas para acabarem mortos às mãos do povo.
Surge aqui uma tradição portuguesa em torno da batalha: uma mulher, de seu nome Brites de Almeida, recordada como a Padeira de Aljubarrota, iludiu, emboscou e matou pelas próprias mãos alguns castelhanos em fuga. A história é por certo uma lenda da época. De qualquer forma, pouco depois, D. Nuno Álvares Pereira ordenou a suspensão da perseguição e deu trégua às tropas fugitivas.

## O dia seguinte
Na manhã de 15 de agosto, a catástrofe sofrida pelos castelhanos ficou bem à vista: os cadáveres eram tantos que chegaram a barrar o curso dos ribeiros que flanqueavam a colina. Para além de soldados de infantaria, morreram também muitos nobres fidalgos castelhanos, o que causou luto em Castela até 1387. A cavalaria francesa sofreu em Aljubarrota outra pesada derrota contra as táticas de infantaria, depois de Crécy e Poitiers. A batalha de Azincourt, já no século XV, mostra que Aljubarrota não foi a última vez em que isso aconteceu. Importa referir que, como era costume na época, as forças portuguesas permaneceram 3 dias no local, a aguardar uma eventual investida dos castelhanos, melhorando sucessivamente as posições defensivas.

## Desfecho

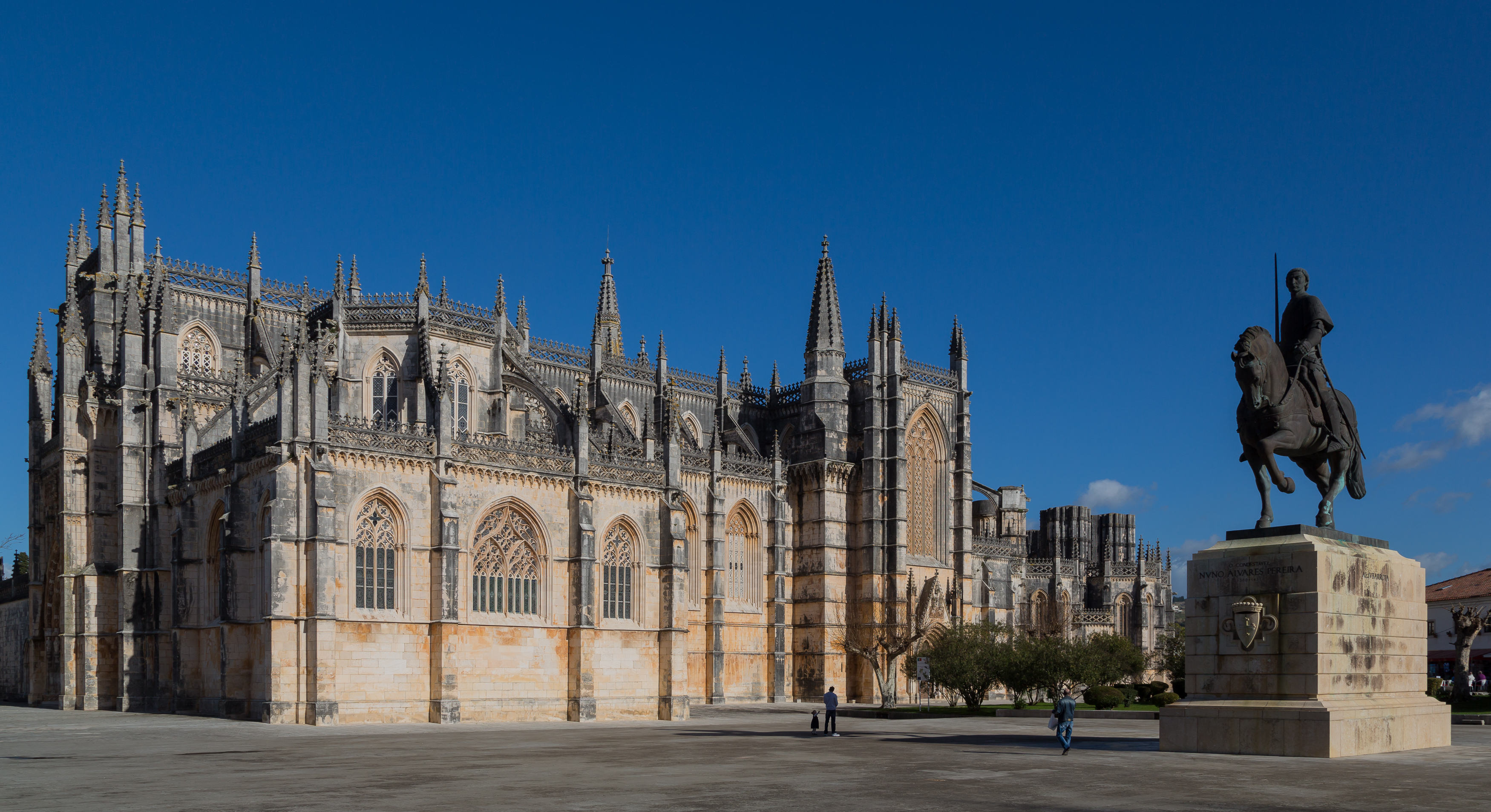
Mosteiro da Batalha e estátua equestre de Nuno Álvares.

Com esta vitória, D. João I tornou-se no rei incontestado de Portugal, o primeiro da Dinastia de Avis.
Para celebrar a vitória e agradecer o auxílio divino que acreditava ter recebido, D. João I mandou erigir o Mosteiro de Santa Maria da Vitória e fundar a vila da Batalha.
Assim como, passados sete anos da batalha, o condestável D. Nuno Álvares Pereira mandou construir a Ermida de São Jorge, em Calvaria de Cima, onde precisamente está o campo militar de São Jorge e nele havia depositado o seu estandarte nesse dia.
Hoje nesse mesmo último local, há também um moderno centro de interpretação que explica o desenrolar dos acontecimentos, seus antecedentes e suas consequências.